# San Joaquín (khu tự quản)
San Joaquín là một khu tự quản thuộc bang Carabobo, Venezuela. Thủ phủ của khu tự quản San Joaquín đóng tại San Joaquín. Khự tự quản San Joaquín có diện tích 127 km2, dân số theo điều tra dân số ngày 21 tháng 10 năm 2001 là 47920 người.